# Years In The Darkness

Years In The Darkness, es el álbum debut de la banda de metalcore Arkaea. Salió a la venta el 14 de julio de 2009, a través de E1 Music, y fue masterizado en los estudios Sterling por Ted Jensen y producido por el guitarrista de la banda, Christian Olde Wolbers. Terry Date, quien ya había producido material de grupos como Deftones, Slipknot, White Zombie, Soundgarden y Pantera, se encargó de la mezcla. Este disco, en un principio, iba a ser el nuevo trabajo de Fear Factory pero, debido a la forzada salida de Wolbers y Raymond Herrera de esa banda, se adaptaron las canciones a la voz de Jon Howard y, finalmente, terminaría siendo un álbum de Arkaea.

## Lista de canciones
- Todas las letras están escritas por Jon Howard. Toda la música está compuesta por Christian Olde Wolbers y Raymond Herrera, excepto "Awakening", por Wolbers, Herrera y Pat Kavanagh, y "Away from the Sun", por Howard.

1. Locust
2. Beneath The Shades Of Grey
3. Years In The Darkness
4. Gone Tomorrow
5. Awakening
6. Black Ocean
7. Break The Silence
8. Lucid Dreams
9. My Redemption
10. War Within
11. The World As One
12. Rise Today
13. Away From The Sun
14. Blackened Sky

## Créditos
- Jon Howard - Voz, guitarra acústica y piano en "Away From the Sun".
- Christian Olde Wolbers - Guitarra y teclados
- Pat Kavanagh - Bajo
- Raymond Herrera - Batería
- Terry Date - Productor y mezclador
- Ted Jensen - Mazterizador